# Hadiboh
Hadiboh (árabe: حاديبو Ḥādībū; formalmente conocida como Tamrida) es una ciudad costera en el norte de la isla de Socotra, perteneciente al Yemen. Es la ciudad principal del archipiélago con una población de 8.545 habitantes (2004) y la capital de la gobernación local. Cuenta con un aeropuerto situado a 8 kilómetros, abierto en 1999. El acceso por mar suele estar limitado entre junio y septiembre a causa del mal tiempo y del fuerte oleaje.
Durante el siglo XIX y primera mitad del XX residía en la ciudad el sultán Mahra de Kishn de Socotra, que gobernó como soberano protegido por los británicos hasta 1967. En el exilio siguió reivindicando sus derechos.